# Cynipidae
Los cinípidos, avispas gallaritas o avispas de las agallas (Cynipidae) son una familia de himenópteros apócritos de la superfamilia Cynipoidea. Se conocen cerca de 1300 especies; son de pequeño tamaño (1-8 mm), cosmopolitas, con 360 especies de 36 diferentes géneros en Europa y 800 especies en América.

## Características
Como todos los representantes de Apocrita, las avispas gallaritas tienen una forma de cuerpo distintiva, la llamada cintura de avispa (conexión fina entre el tórax y el abdomen). El primer segmento (tergito) abdominal llamado propodeo está unido con el tórax, mientras el segundo segmento abdominal forma una suerte de astilla, el pecíolo, que conecta con el resto del abdomen (gáster); este último es el abdomen funcional en las avispas apócritas, arrancando con el tercer segmento abdominal propiamente. Juntos, el pecíolo y el gáster forman el metasoma, mientras el tórax y el propodeo hacen el mesosoma. Las antenas son rectas y consisten de 12 a 16 segmentos. En muchas variedades la parte dorsal del mesosoma presenta bandas longitudinales. Las alas son típicamente de venación simple. El ovipositor de la hembra que sirve para depositar los huevos, generalmente asoma más allá del metasoma.

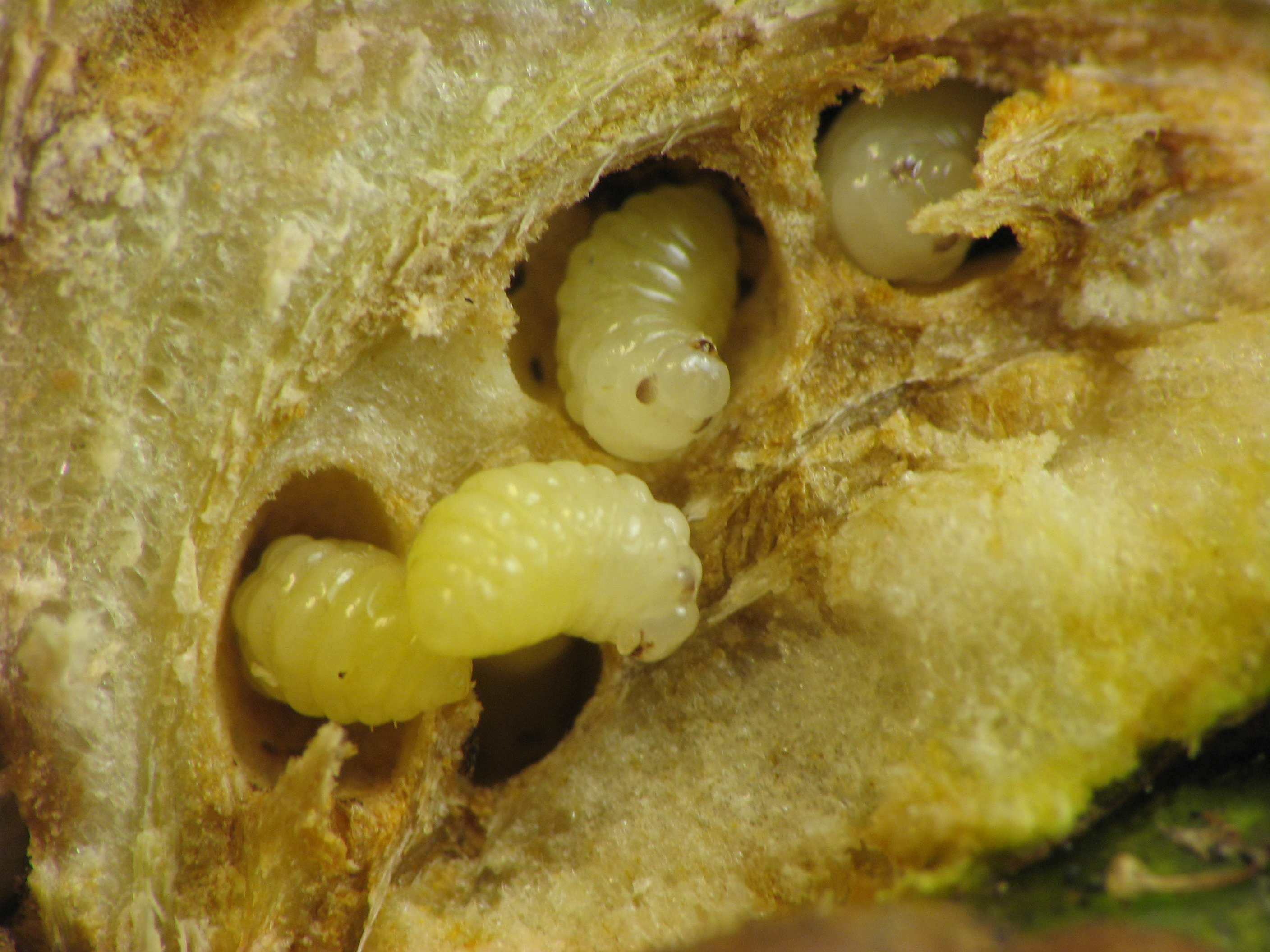
Larvas de Diastrophus nebulosus en agalla

## Reproducción y desarrollo

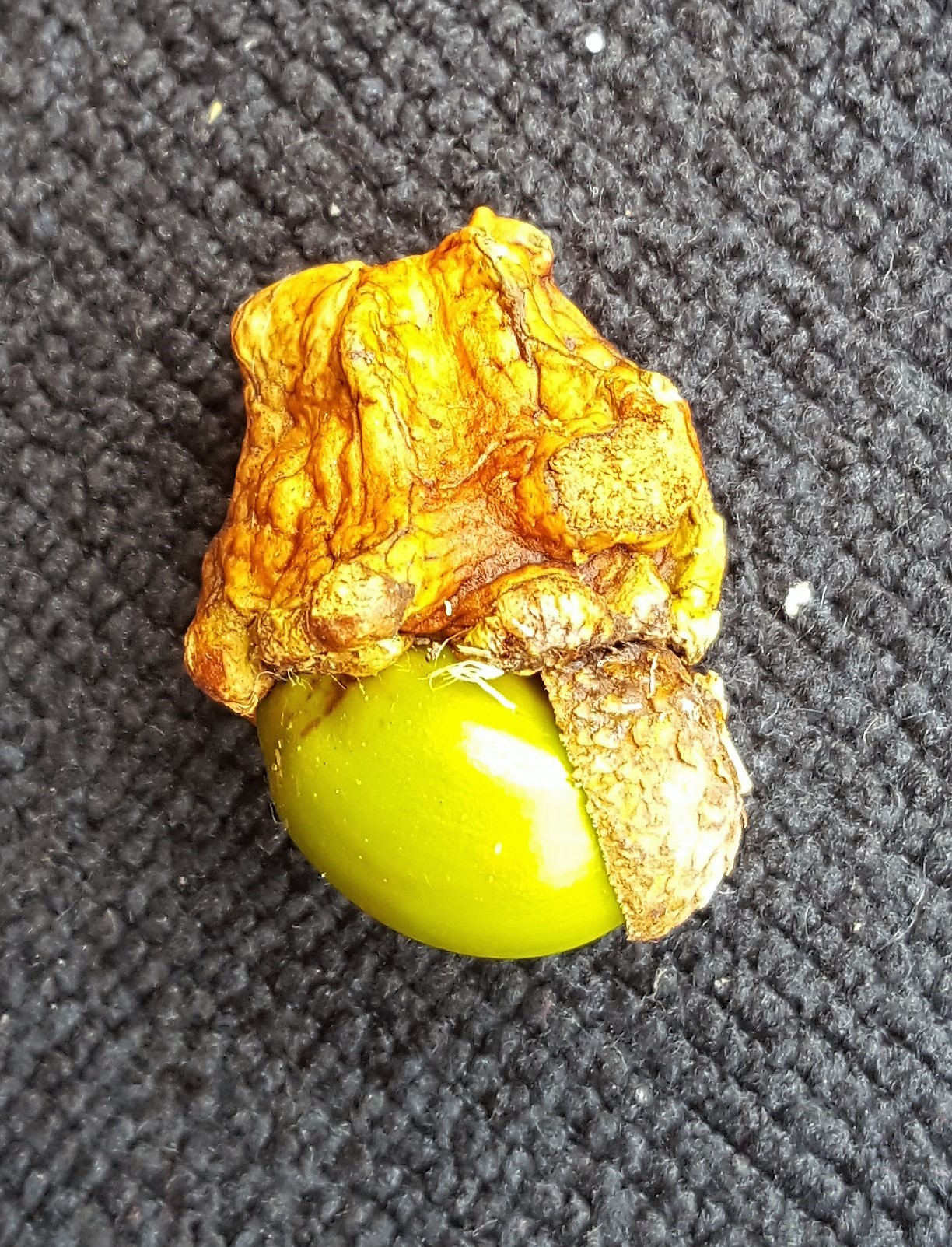
Eichel con piel de gallina

La reproducción de las avispas gallaritas es parcialmente por reproducción sexual y parcialmente por partenogénesis, en donde el macho es completamente innecesario. Como en muchas especies, sin embargo, hay una alternancia de generaciones con una a dos generaciones sexuales y una partenogénica anualmente. Este proceso diferencia a las varias generaciones en su apariencia y en la forma de inducir las gallaritas.
Las larvas de muchas especies desarrollan características gallaritas; y hay también muchas especies que son inquilinos o parásitos de otras avispas gallaritas, tales como las del género Synergus.
Las gallaritas mayormente se desarrollan directamente después que la hembra oviposita. La inducción para la formación de gallaritas es muy desconocida; no se conoce bien cuales son los mecanismos desencadenantes ya sea químicos, mecánicos o virales. Las larvas crecen absorbiendo los tejidos nutritivos de las agallas, donde además están bien protegidas de efectos ambientales adversos externos. Las plantas hospedantes y el tamaño y forma de las gallaritas son específicos de cada especie de avispas, donde el 70% de las especies conocidas viven en varios tipos de robles. Uno puede hallar agallas en muchas partes de tales árboles, algunas en hojas, tallos, ramas, raíces. Otras especies de avispas parasitan rosales o arces, así como a muchas hierbas. Frecuentemente, la determinación de la especie es muy simple observando las agallas producidas más que al insecto en sí.

## Tipos
Muchas especies de avispas gallaritas viven como formadoras de agallas en robles. Una de las más conocidas de estas avispas de agallas del roble es la Cynips quercusfolii, que induce características agallas esféricas de 2 cm de diámetro, en el envés de las hojas del roble. Se tornan rojizos en el verano, conocidos comúnmente como manzanas del roble (oak apples).

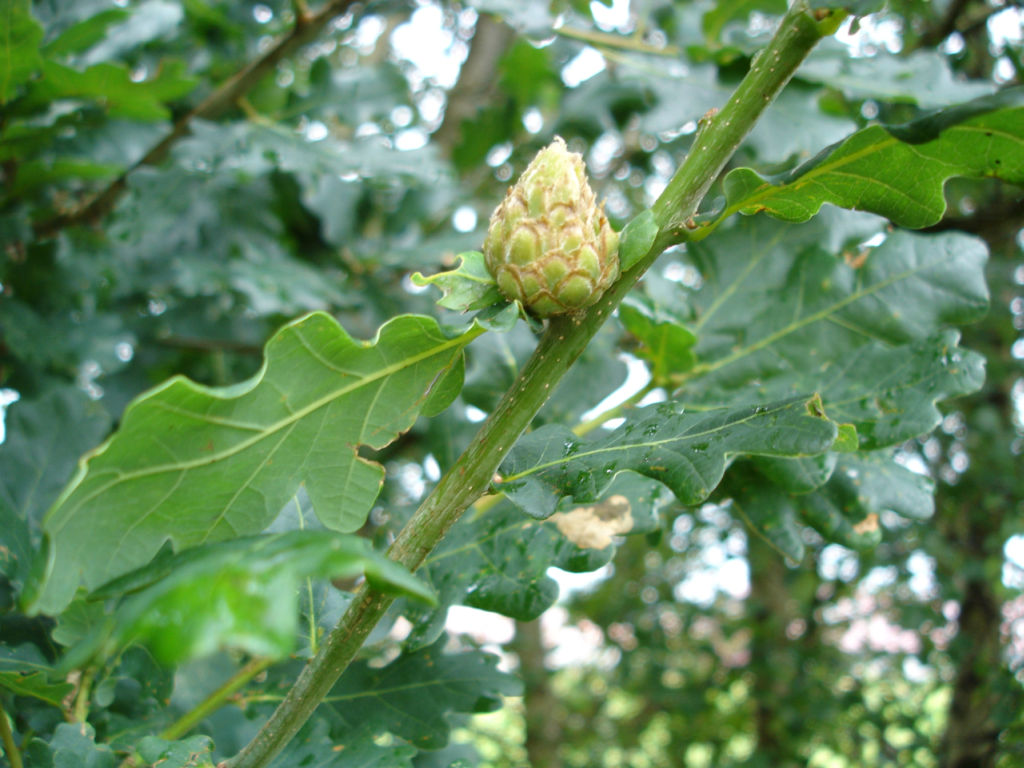
Agalla por Andricus fecundatrix generación partenogenética
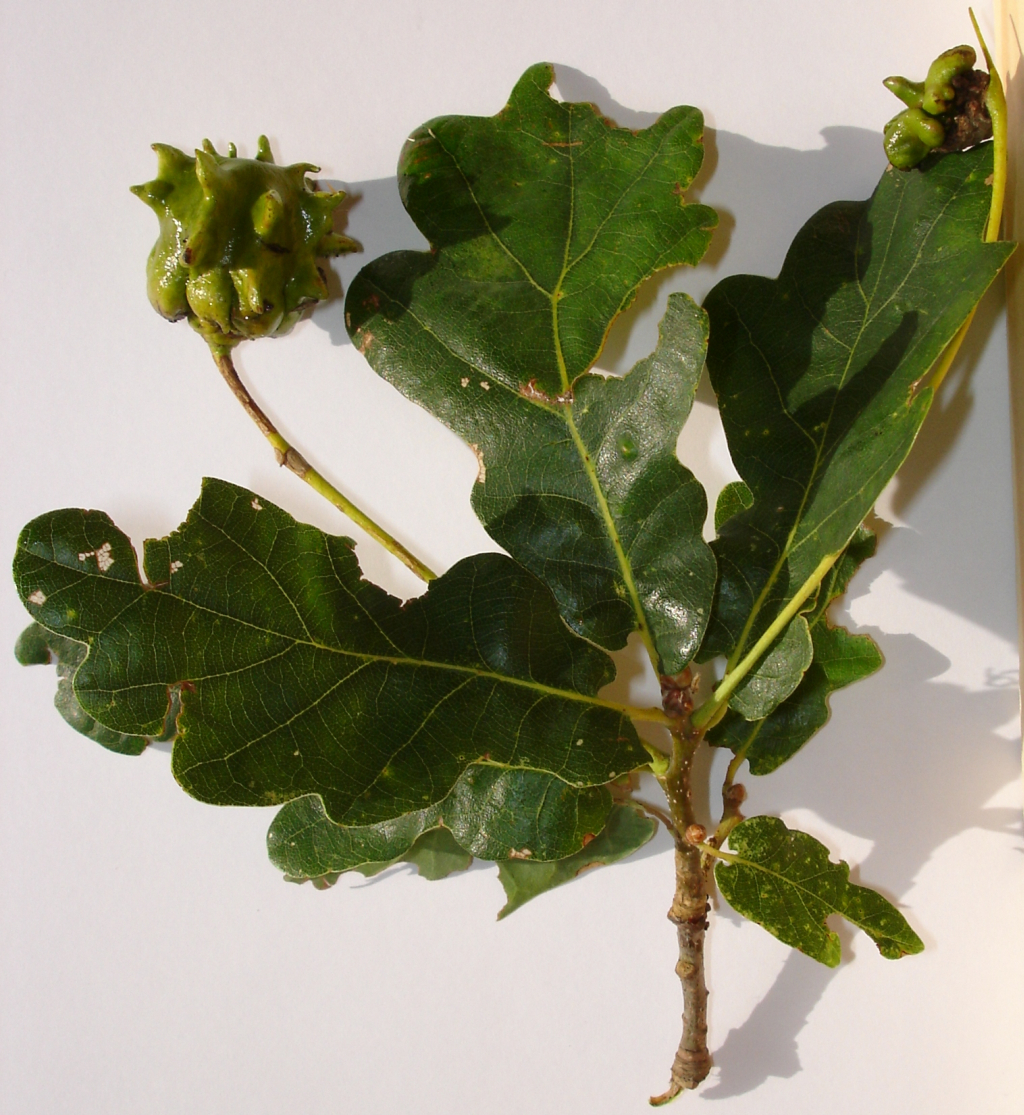
Agalla por Andricus quercuscalicis generación partenogenética
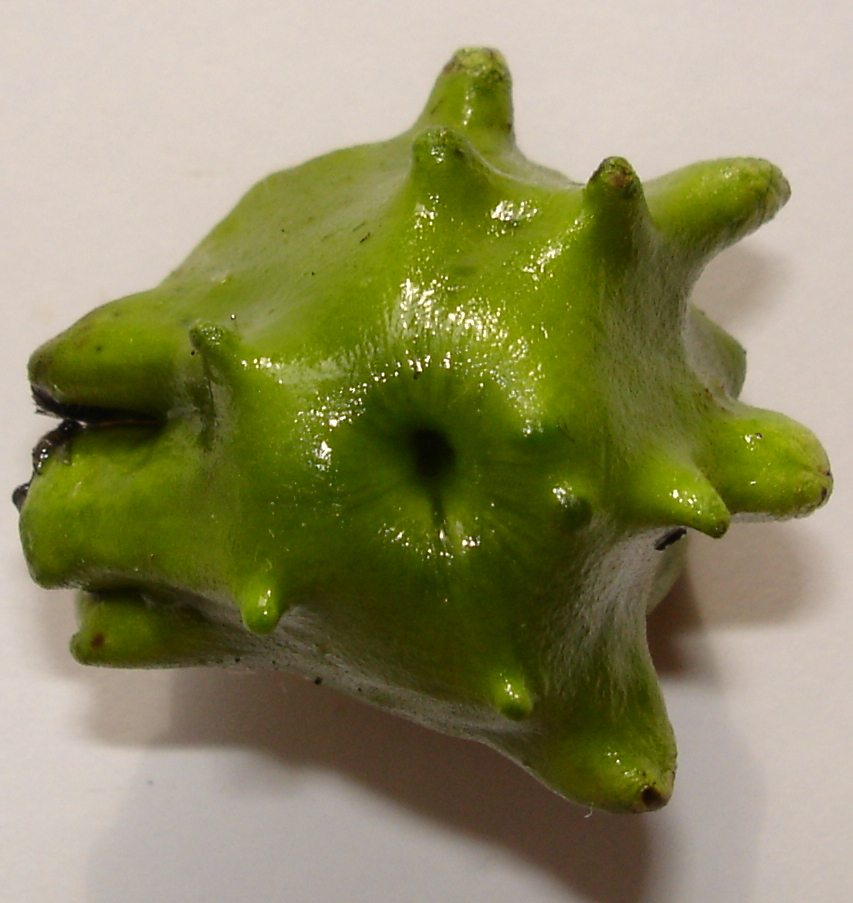
Agalla por Andricus quercuscalicis generación partenogenética
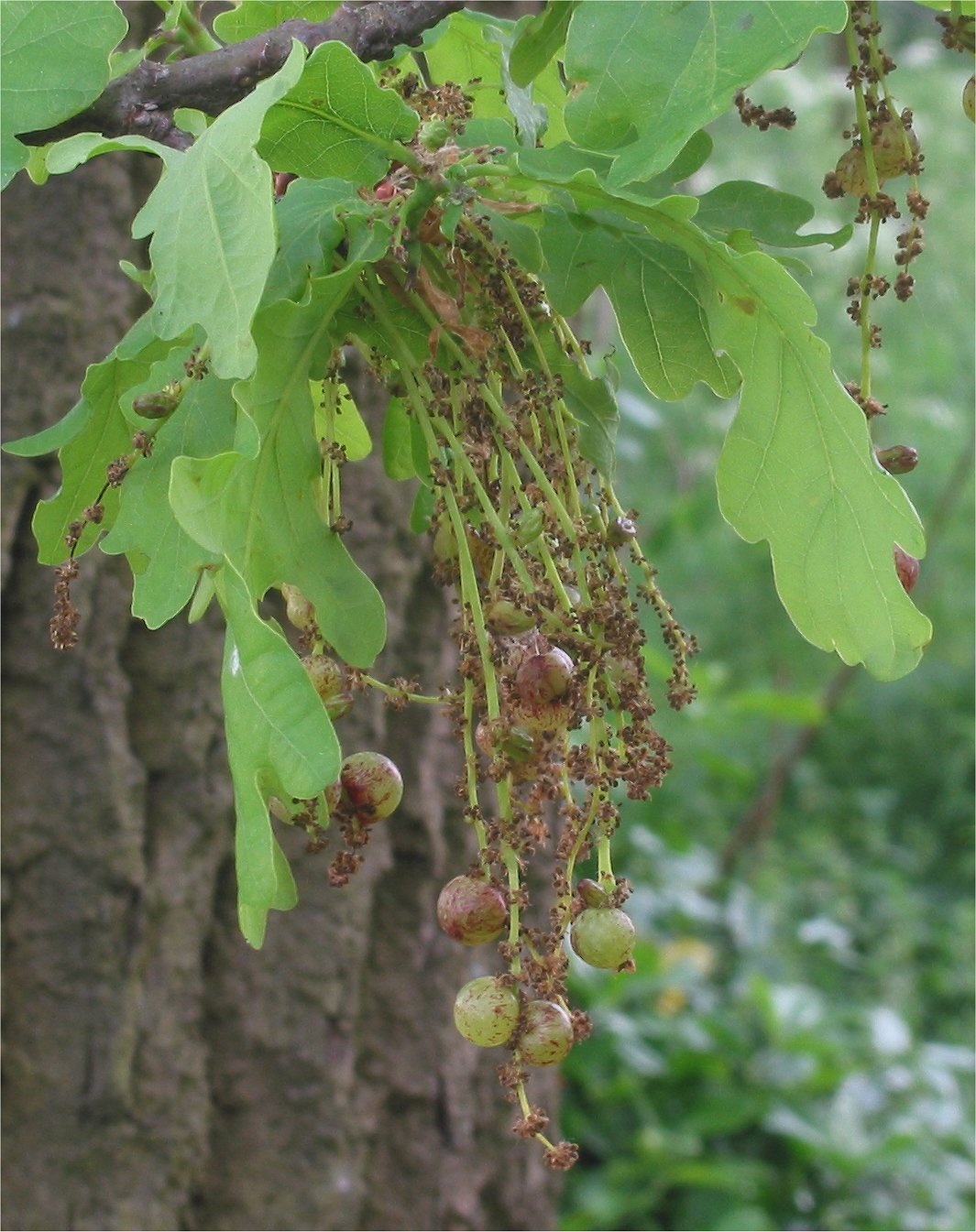
Agalla por Neuroterus quercusbaccarum generación sexual
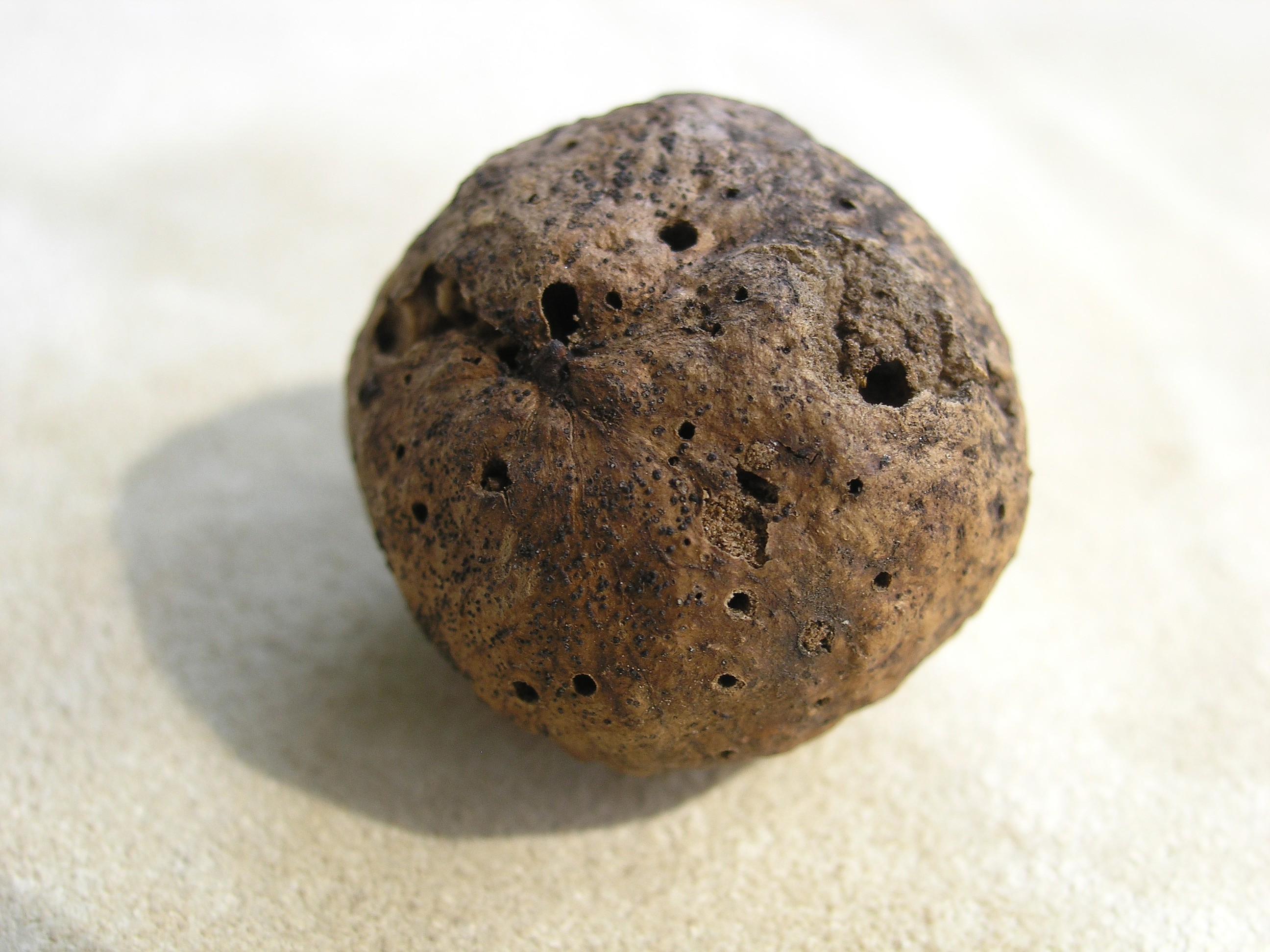
Agalla de roble por Andricus kollari
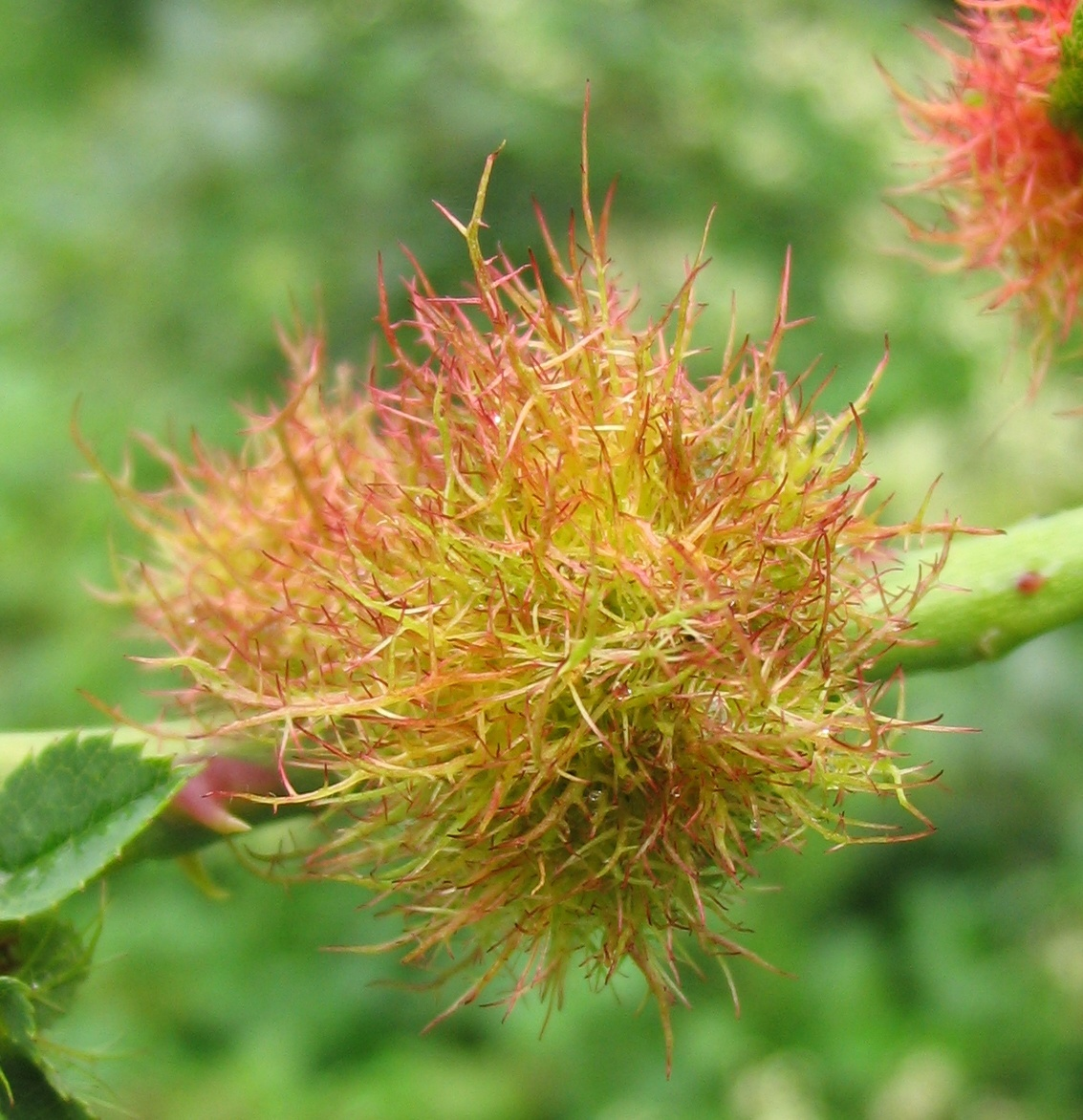
Gallarita por una avispa del rosal
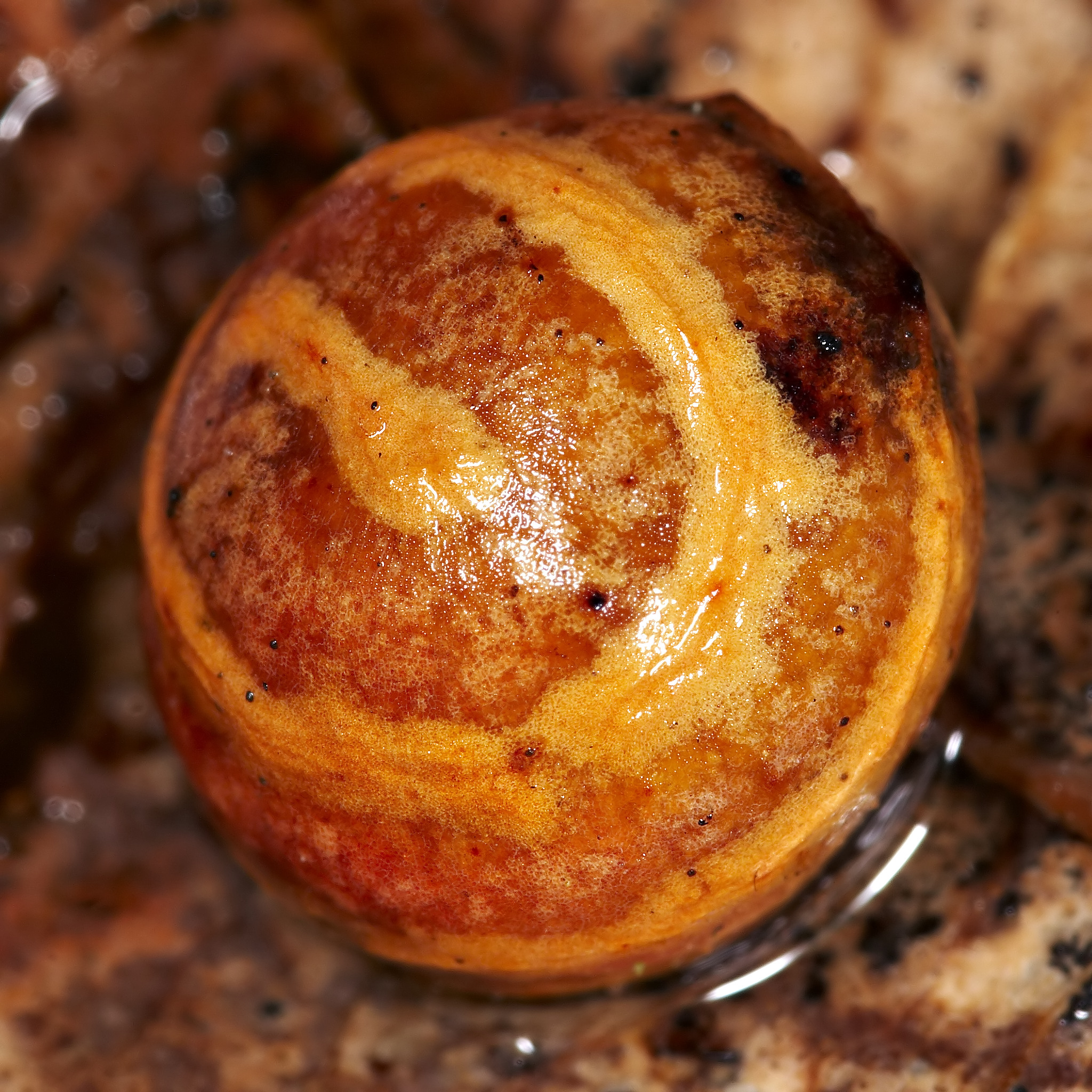
Agalla por Cynips longiventris
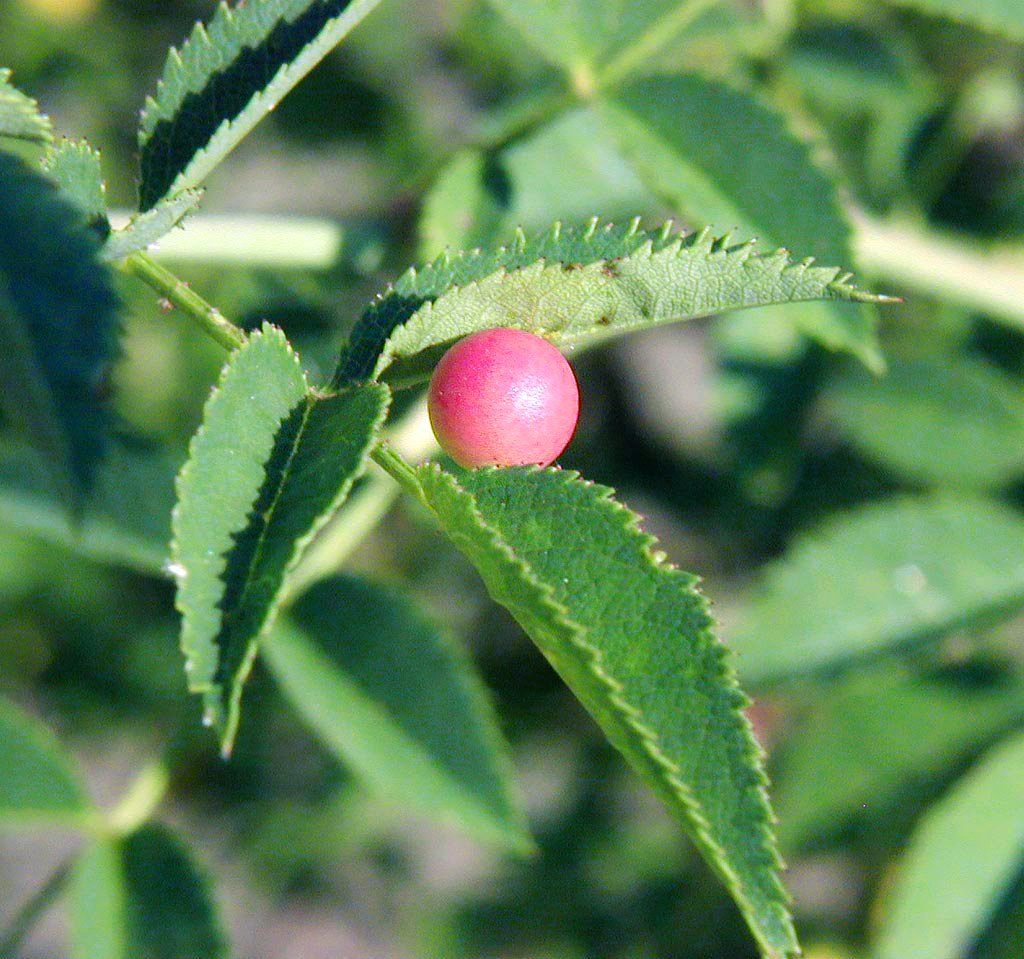
Diplolepis elegantiarae sobre Rosa sp.
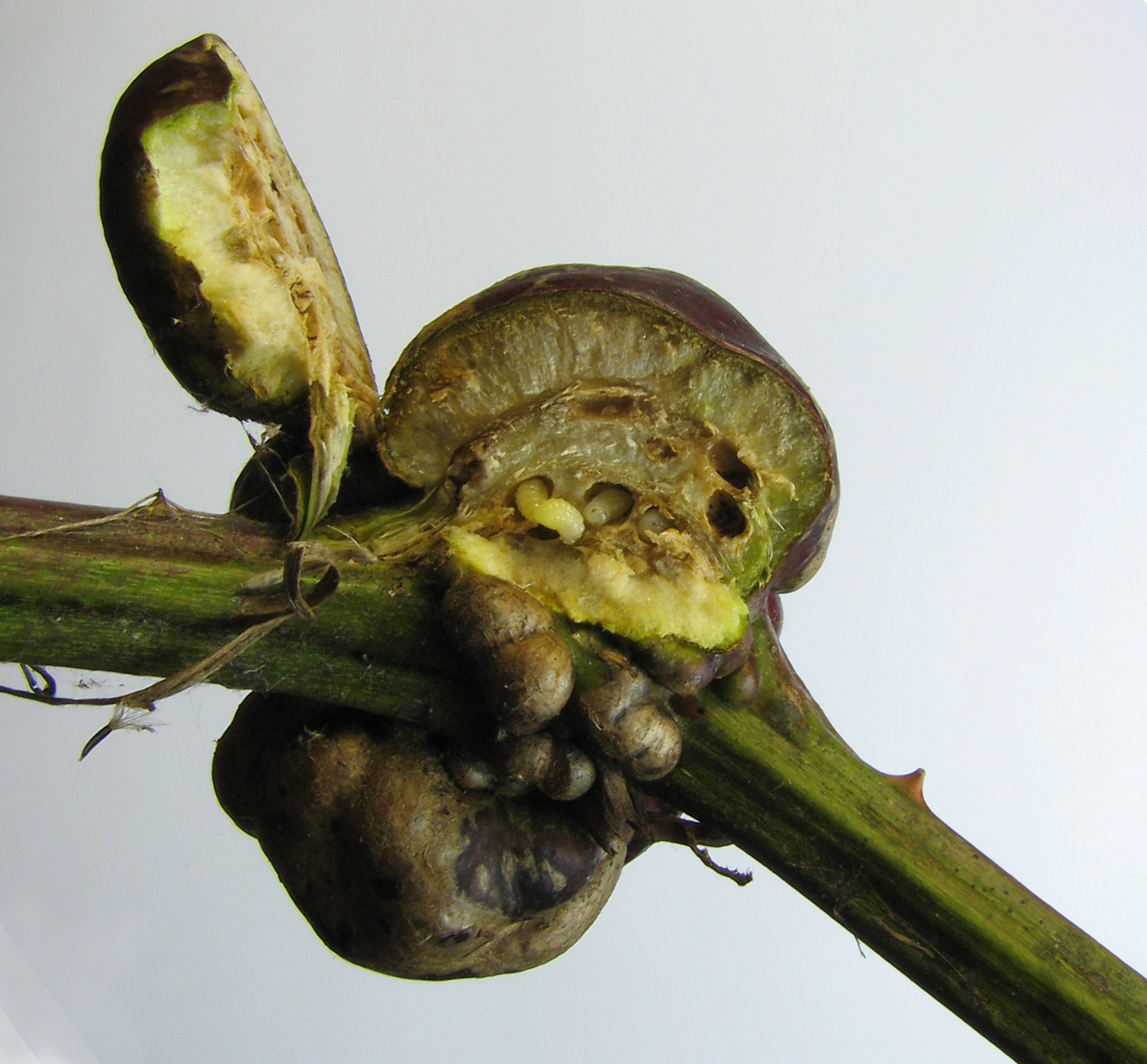
Diastrophus nebulosus larvas en gallarita en zarzamora
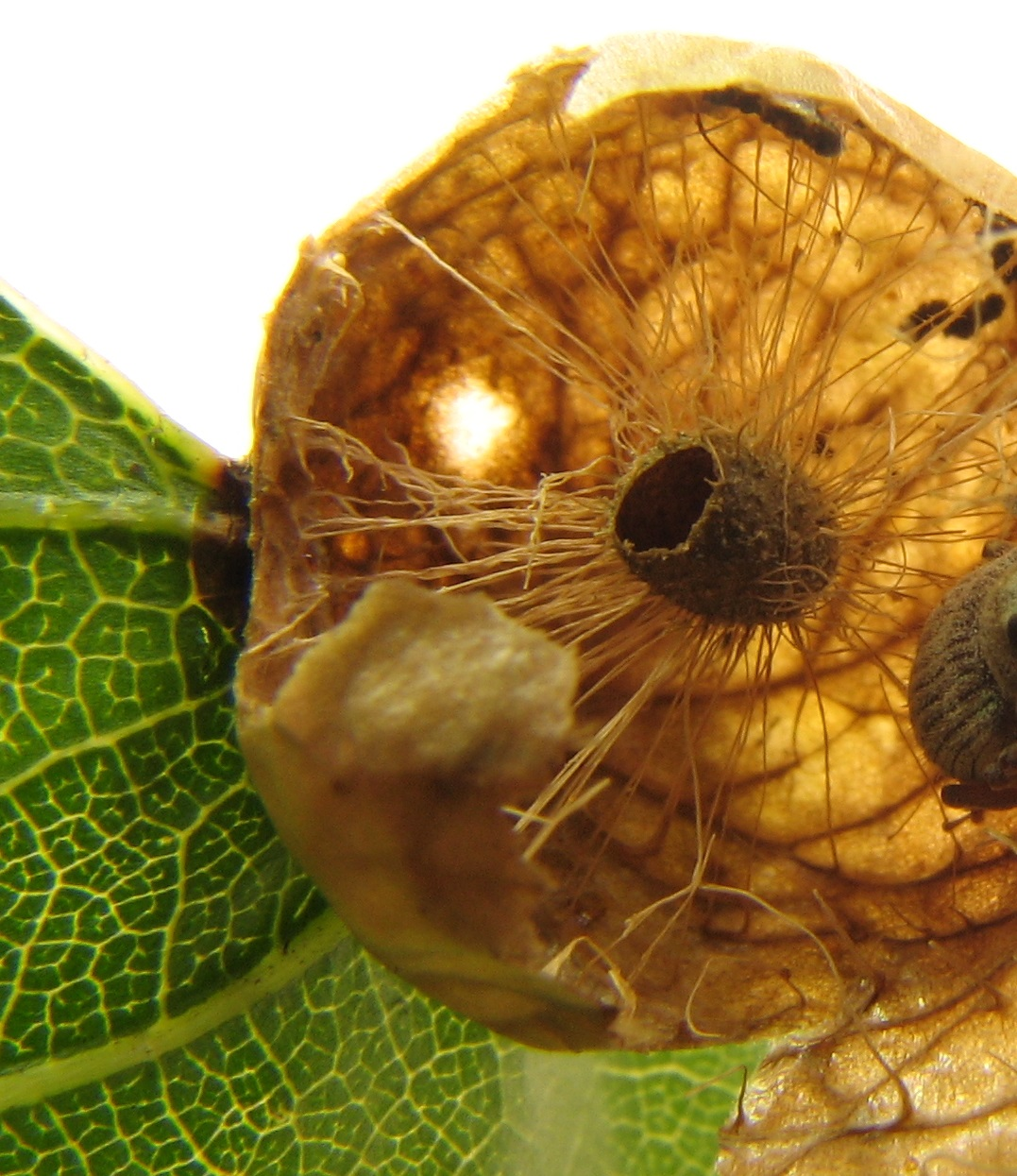
Agalla de Amphibolips quercusinanis en roble

Las agallas lentiformes en el envés de las mismas hojas son inducidas por Neuroterus quercusbaccarum; las más oscuras con bordes rugosos son por Neuroterus numismalis. Otras agallas por Cynips longiventris, también en el envés de las hojas, reconocibles por su forma esferoidal y rayas irregulares rojizas. La avispa gallarita del fruto del roble Biorrhiza pallida crea agallas redondeadas que crecen hasta 4 cm. En las raíces están Andricus kollari y Andricus quercustozae.

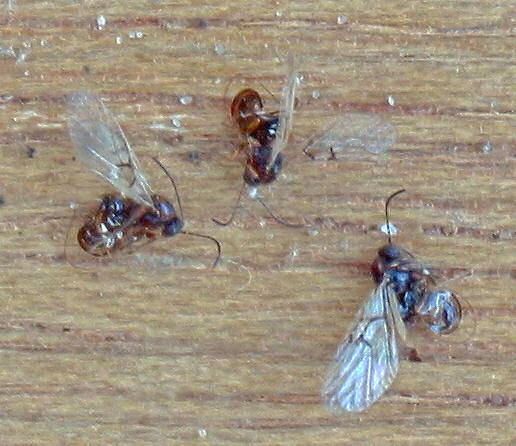
Generación de hembras partenogénicas Neuroterus albipes, en gallaritas de Quercus robur.

Las agallas de la avispa del rosal Diplolepis rosae se distinguen y se conocen como bedeguars. Se encuentran en los pies del rosal y tienen una longitud de 5 cm con largos pelos rojos. Dentro de sus agallas hay diversas cámaras, ocupadas por las larvas.
Las subfamilias Eucoilinae y Charipinae son parasíticas, aunque las clasificaciones recientes no las ponen en esta familia. En tal caso hay una sola subfamilia, Cynipinae y una subfamilia fósil, Hodiernocynipinae†

## Subfamilias
Hay dos subfamilias, una extinta y otra viviente:
- Cynipinae
- Hodiernocynipinae†

## Géneros
- Lista de géneros de Cynipidae

## Información adicional
- Las gallaritas de muchas especies, especialmente las variantes mediterráneas, fueron una vez usadas como agentes taninantes. Servían para la producción de tinta ferrogálica, muy usada en Europa entre los siglos V a XIX.
- La agalla tipo nuez del rosal puede usarse como un ramo floral durable.
- Antes de sus trabajos sobre sexualidad humana, Alfred Kinsey, fue conocido por sus aportes al estudio de las avispas gallaritas.

#### Libros
- Gauld, I.D., Bolton, B. (1988): The Hymenoptera, Oxford
- Honomichl, K., Bellmann, H. (1994): Biologie und Ökologie der Insekten (In German)
- Liljeblad, J. (2002): Phylogeny and evolution of gall wasps (Hymenoptera: Cynipidae). Department of Zoology, Stockholm University. 1-176. Tesis doctoral.
- Chinery, Michael (1988). Guía de campo de los insectos de España y de Europa (4ª edición). Barcelona, España: Omega. ISBN 84-282-0469-1.
- Melika, George and Warren G. Abrahamson. 2002. Review of the world genera of oak cynipid wasps (Hymenoptera: Cynipidae, Cynipini). Parasitic Wasps Evolution Systematics Biodiversity and Biological Control 42(1):150-190.